# 巴泰 (大学士)
巴泰（17世纪？—1690年），汉军镶蓝旗，清朝政治人物、金姓。
清太宗在位时，有战功，授一等侍卫。顺治初年不依附摄政王多尔衮削爵，顺治帝亲政，复职，为内大臣。康熙六年（1667年）为《清世祖实录》总裁官，官至中和殿大学士、吏部尚書、正黄旗汉军都统。康熙二十三年（1684年）年老致仕。